# Emilie Trampusch
Emilie Sophia Anna Trampusch (nacida el 29 de julio de 1814 en Žďár nad Sázavou, Moravia, Imperio austríaco; fallecida en lugar desconocido en fecha posterior a 1865) fue la pareja de Johann Strauss (padre), el compositor de la famosa Marcha Radetzky y padre del denominado rey del vals Johann Strauss (hijo). Su relación comenzó cuando este aún estaba casado con Maria Anna Streim.
Tuvo con él ocho hijos ilegítimos, nacidos entre 1835 y 1846 (Emilie Theresia Johanna; Johann Wilhelm; Clementina Emilia Elisabeth Theresia; Carl Joseph; Joseph Moritz; Maria Wilhelmine; Theresia Karolina; y Wilhelmine).
Johann Strauss padre murió de escarlatina en la vivienda de Emilie Trampusch en la calle Kumpfgasse (actualmente en el primer distrito de Viena) en 1849.
Aunque de profesión era modista, posteriormente Emilie Trampusch y su hija mayor Emilie trabajaron como actrices en Viena (1855), en St. Pölten (1861) y en Krems. Según las investigaciones de Michael Lorenz, Emilie Trampusch solicitó un pasaporte el 17 de octubre de 1865 no pudiéndose demostrar en dónde vivió después de dicha fecha ni cuándo murió.